# بامية

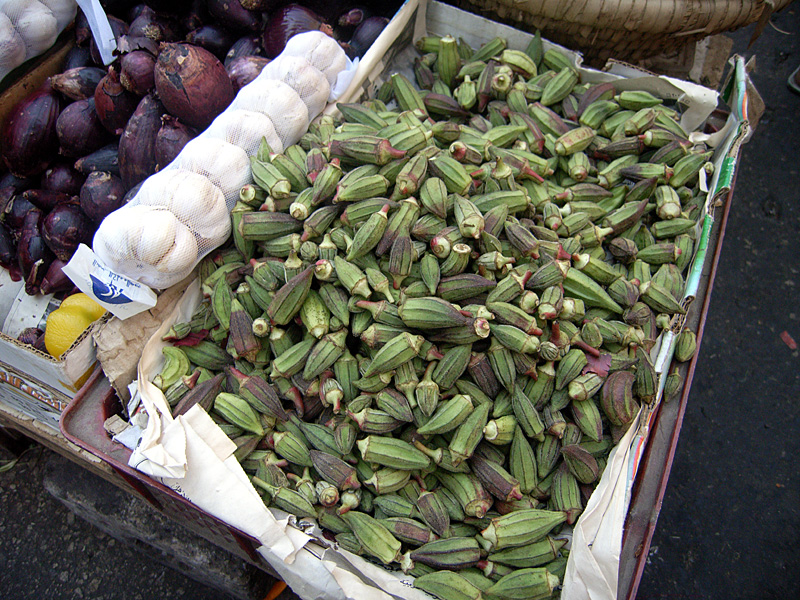
بامية في سوق خضار في مصر.

البامية (بالإنجليزية: Okra)‏ (بالفرنسية: Le gombo)‏ أو القناوية (في تونس والجزائر والسودان) أو الملوخية (في المغرب) أو حب المسك المغذي (الاسم العلمي: Abelmoschus esculentus) هي نوع نباتي يتبع جنس حب المسك من الفصيلة الخبازية. 	.
وهي تؤكل ثمارها الخضراء والنوع حولي أو ذات حولين. يصل طول النبات إلى 2 متر. الأوراق عريضة يصل طولها ما بين 10 إلى 20 سم. راحية palmate بها من 5 إلى 7 فصوص. الأزهار محيطها يتراوح ما بين 4 إلى 8 سم، كل زهرة تتكون من 5 بتلات يتدرج لونها من الأبيض إلى الأصفر مع بقع إرجوانية على قاعدة كل بتلة. الثمار كبسولية قد يصل طولها إلى 20 سم، تحتوي على الكثير من البذور وتؤكل ثمارها مطبوخة وهي قرون مستطيلة مغطاة بزغب ناعم.

## البامية في القدم
عرف البشر البامية منذ القدم وفي العصرين الإغريقي والروماني الذي مرا على مصر زرعت البامية ووجدت صور منحوتة لها على معابد فرعونية وهي تتوطن في المناطق الحارة عموماً في أفريقيا وآسيا. نشأت الباميا في إفريقيا الاستوائية وبدأت زراعتها في الشرق الأوسط والهند منذ فترة طويلة، وفي القرن التاسع عشر الميلادي شوهدت نباتات البامية البرية على ضفاف النيل الأبيض في السودان. هذا وقد تم إدخال البامية للمرة الأولى إلى أوروبا بواسطة فاتحي الأندلس المسلمين. وقد وصف العالم أبو العباس النباتي، أحد مواطني اشبيلية، وصف نبات البامية وصفاً دقيقاً في عام 1216 للميلاد. وبمجرد اكتشاف العالم الجديد (الأمريكتين) نقلت البامية مع المهاجرين إلى هناك وعرفت في البرازيل في عام 1658 للميلاد. وتوجد الآن عدة أصناف محلية من البامية في جنوب الولايات المتحدة، حيث تتمتع بشعبية كبيرة هناك، كما توجد أصناف كثيرة منها في إفريقيا وحول حوض البحر الأبيض المتوسط.
وتنقَّل النوع الثاني من رتبة (المالفيسي)، المسمى (بالروزيل)، في الاتجاه المعاكس للبامية، فقد انتقل من جزر الهند الغربية إلى إفريقيا ثم إلى الهند والصين ثم بقية القارة الآسيوية.

## التركيب الكيميائي
يشبه تركيب البامية وفائدتها الملوخية لوجود المادة الغروية في كليهما ويتألف تركيب البامية من :
- 8.3 % من ماءات الفحم
- 2 % بروتين
- 1.1% رماد
- 0.2 % دهن
- 1.4 % ألياف وبعض المواد الغذائية ومقدار متوسط من فيتامين(أ)

## الفوائد الطبية

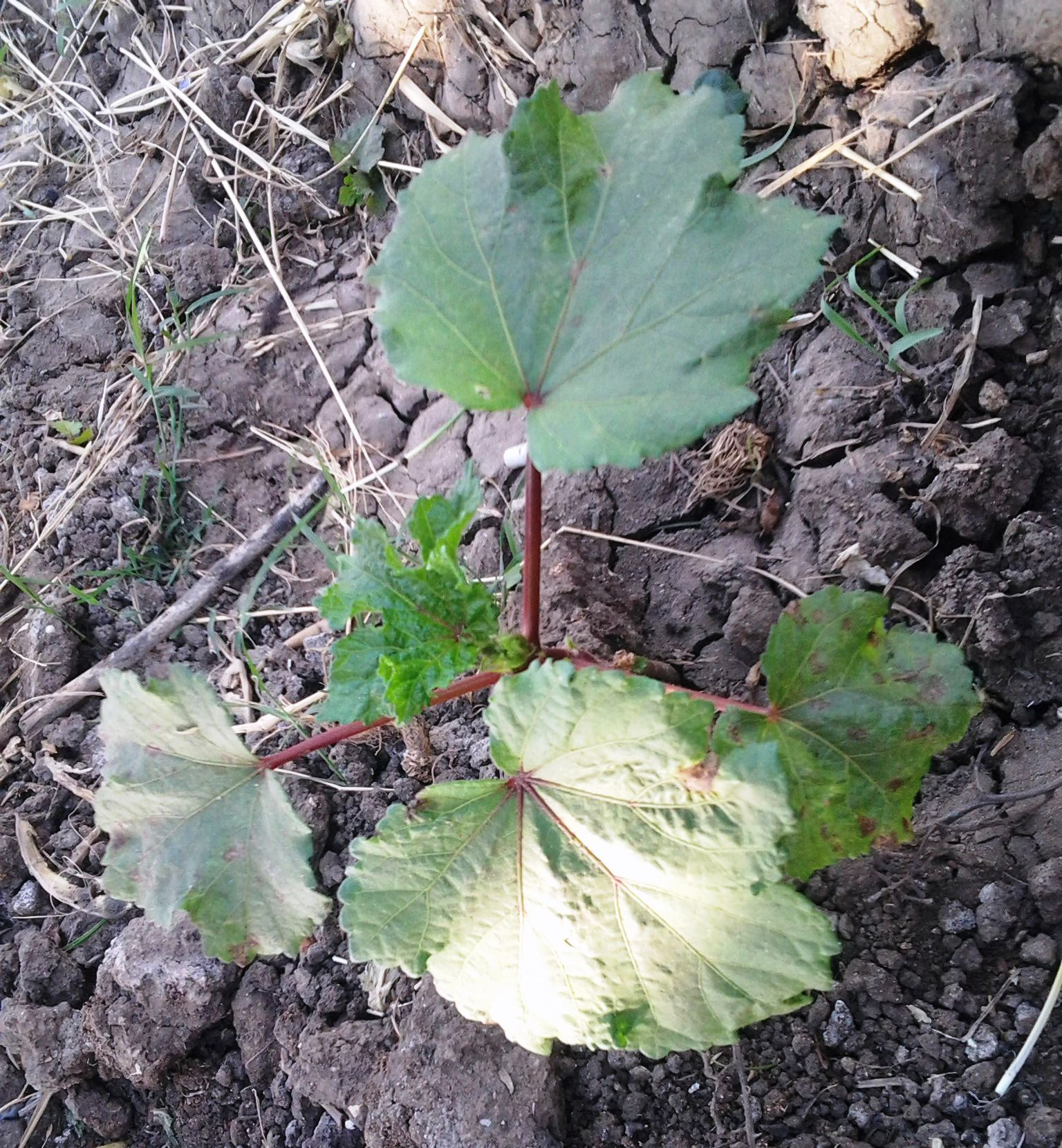
ورق نبات البامية من زاوية مختلفة.

وصفت البامية بأنها جيدة التغذية وهي ملينة للمعدة وتحارب الإمساك في الغالب إلا أنها تسبب ـ لبعض الأشخاص ـ تعباً في معدتهم وقيئاً وتعالج بخلطها بنباتات أخرى أقل غروية منها، وتطبخ البامية بعدة طرق وتعلب أو تجفف وينتج عن سيقانها والثمار الناضجة نوع من الألياف يستعمل في صناعة النسيج والورق .

## بامية بالزيت
يمكن أن تقدّم البامية بالزيت كنوع من أنواع المقبّلات، فتحضّر من البامية، الطماطم، البصل، معجون الطماطم، الثوم، الكزبرة، زيت الزيتون، عصير الليمون الحامض والملح.

## المعلومات الغذائية عن الباميه مع اللحم
تحضر الباميه مع اللحم باستخدام الباميه، اللحم، الطماطم، الثوم، الكزبرة، ليمون الحامض، القرفة، الزيت النباتي، الهيل، البهار والملح. تحتوي وجبة الباميه مع اللحم (300غ تقريباً) بحسب موقع شهية، على المعلومات الغذائية التالية:
- السعرات الحرارية: 344
- الدهون: 24
- الدهون المشبعة: 8
- الكوليسترول: 60
- الكاربوهيدرات: 17
- البروتينات: 18

## معرض صور

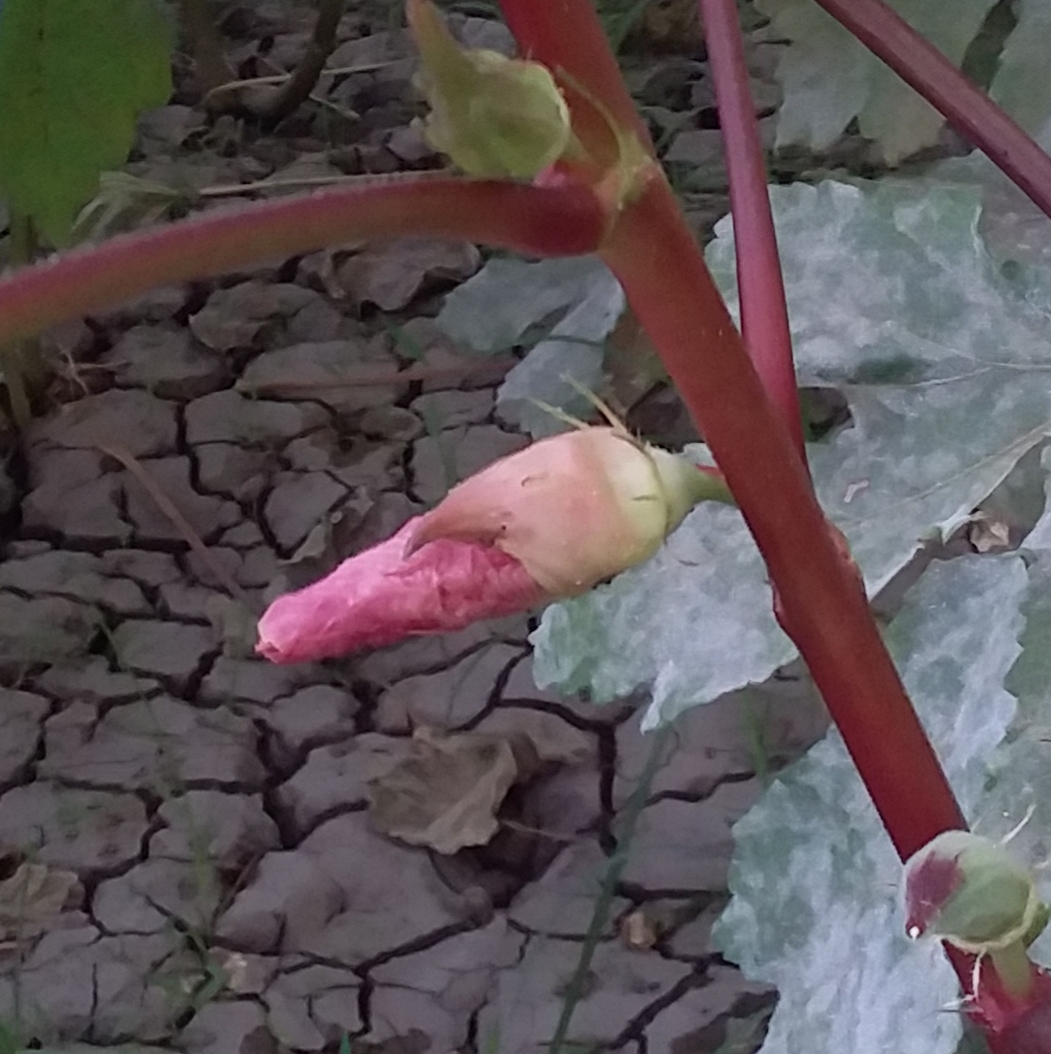
ثمرة بامية لم يكتمل نضجها بعد
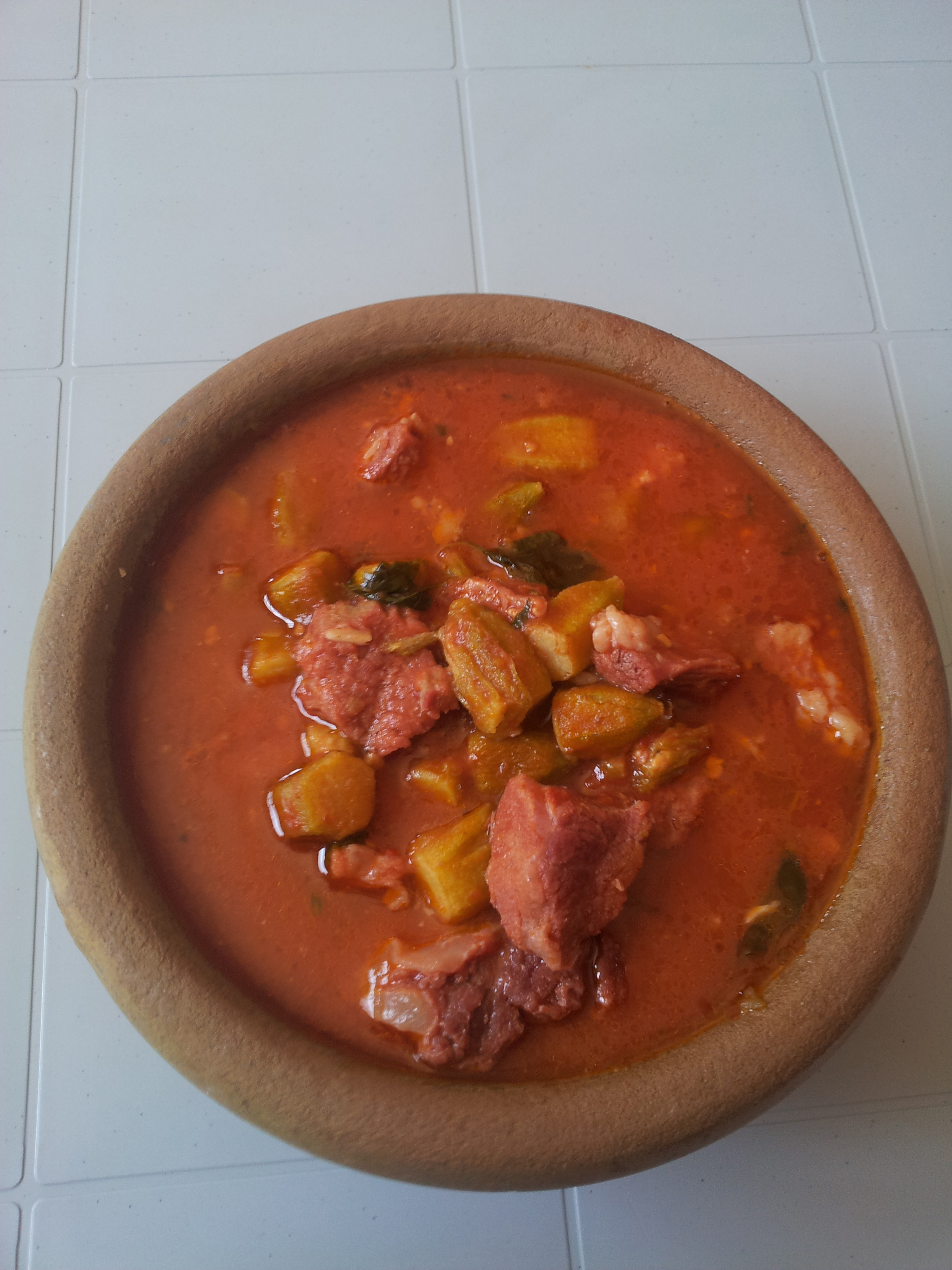
تعتبر البامية وجبة غداء رئيسية لسكان فلسطين بشكل عام ومنطقة غزة بشكل خاص
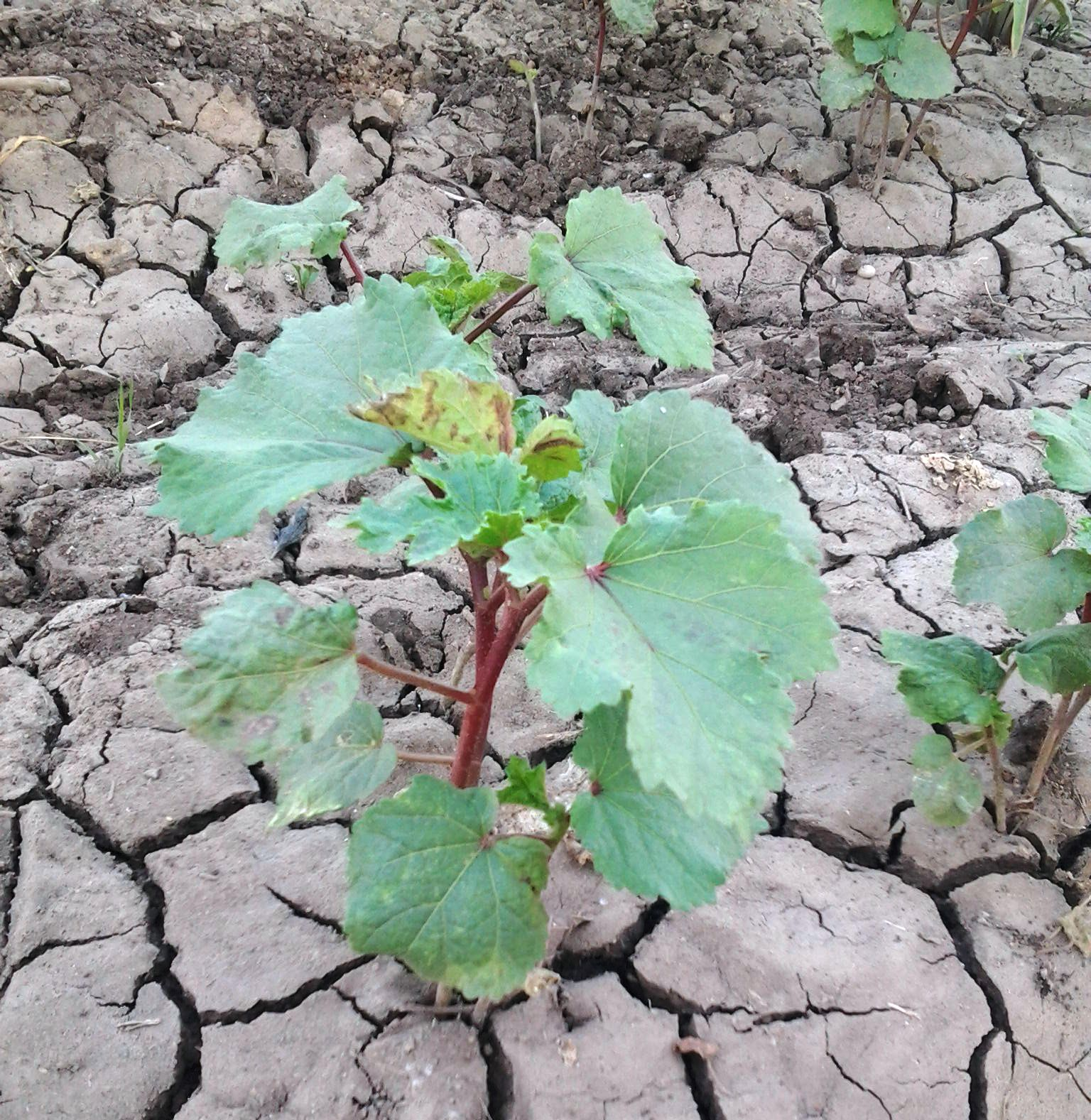
ورق نبات البامية.